# Wagner Lopes
Wagner Lopes (Franca, 29. siječnja 1969.) japanski je nogometaš brazilskog podrijetla.

## Klupska karijera
Igrao je za: Nissan Motors, Kashiwa Reysol, Bellmare Hiratsuka i Nagoya Grampus Eight.

## Reprezentativna karijera
Za japansku reprezentaciju igrao je od 1997. do 1999. godine. Odigrao je 20 utakmice postigavši 5 pogodaka.
S japanskom reprezentacijom Wagner Lopes igrao je na jednom svjetskom prvenstvu (1998.).

## Statistika
| Japan  | Japan | Japan |
| Godina | Nas.  | Gol.  |
| ------ | ----- | ----- |
| 1997.  | 6     | 3     |
| 1998.  | 7     | 0     |
| 1999.  | 7     | 2     |
| Ukupno | 20    | 5     |

## Vanjske poveznice
- National Football Teams
- Japan National Football Team Database